# 釣り・ロマンを求めて
『釣り・ロマンを求めて』（つりロマンをもとめて）は、テレビ東京系列で、1989年4月7日から2013年9月28日まで放送されていた釣りを中心とした紀行番組である。シマノが筆頭提供（2011年5月21日から数ヶ月間は一社提供だった）。2008年に放送1000回、2009年に放送20周年を迎えた。ハイビジョン制作。全1257回。

## 番組の歴史
- 1989年4月7日スタート。同年10月6日からはテレビ北海道（同年10月1日開局）でもネット開始。
- 1990年10月7日より日曜朝8時30分枠に移動。
- 1991年4月7日からTVQ九州放送（同年4月1日開局）でもネット開始。
- 1993年4月3日より現時間帯に移動。
- 2013年9月28日をもって終了。24年半の歴史に幕[1]。

### 2007年11月10日 - 2013年9月28日
前身のとびだせ!つり仲間よりビデオレック（現:レックピクチャーズ）が制作してきたが、第956回目（2007年11月10日放送分）の放送より制作スタッフを一新し、東京ビデオセンターなどが制作を担当。そして、末期はフェア&スクエアが制作を行った。
番組の内容も、釣行場所付近の食事処の紹介を入れるなど番組の雰囲気がガラリと変わった。
なお、それまで制作を行ってきたレックピクチャーズは引き続きシマノTVで配信されている「いつでも釣り気分!」の制作を行っている。
開始当初はシマノ以外にも複数の釣具メーカーがスポンサーに入っていたが、制作会社が変わったのと同時に一斉降板した。ちなみに2008年9月までは制作会社が提供クレジットを送出していた。
同時ネット局が6局しかなく放送局によっては数日から数週間遅れで放送したり、一部地域では視聴できないなど全国一律で同じ時間に放送できないとの理由から、2013年9月28日に番組を一旦終了し、10月3日よりBS-TBSで新番組「釣り百景」を開始することとなった。

## 放送時間
- 金曜日19:30 - 20:00（1989年4月7日 - 1990年9月28日）
- 日曜日08:30 - 09:00（1990年10月7日 - 1993年3月28日）
- 土曜日18:00 - 18:30（1993年4月3日 - 2013年9月28日）

## 出演者
- 日本有名釣り師の高橋哲也、村田基、里見栄正、細山長司、辺見哲也やバスプロの深江真一、桐山孝太郎、田辺哲男などが出演していた。
- 児島玲子や永浜いりあ、坂口理香、森ひろこ、島崎俊郎、エド山口、小宮孝泰、鈴木みのる、森下千里、湯元美咲、矢島舞美（℃-ute）、岡井千聖（℃-ute）、中川愛海、晴山由梨などの釣りに興味を持つ芸能人や著名人も不定期に出演していた。
- 増田和也、島田弘久、相内優香などのテレビ東京アナウンサーが出演する回もあった。

ナレーション
- 2007年9月まで奥田民義
- 2007年10月から福士秀樹
- 2008年10月から根岸朗

## スタッフ
- 構成=西宮晋
- 撮影=紀井英俊、上野祥一郎
- VE=松本貴、木村邦彦、磯崎雄介
- EED=高橋和也、木戸利彦
- MA=伊藤剛
- 音効=石見知哉 (SPOT)
- CG=島袋真澄
- AP=小松愛
- AD=永良進也
- ディレクター=川原友和、高橋雄康、田村賢
- プロデューサー=嶋﨑健一郎、井上貴司

### 過去のスタッフ
- プロデューサー=吉村直明、桐谷博
- 構成=藤本裕
- ディレクター=備前善幸、鈴木康浩、宇田川圭介
- 撮影=河合正人
- EED・MA=ARTPLAZA
- 音効=スカイウォーカー / 阿多野正美
- 協力=ビデオレック、テールウォーク

## ネット局

### 番組終了時点
| 放送対象地域  | 放送局                   | 系列                          | 放送曜日・放送時間                | 放送日の遅れ | 備考                                                         |
| ------------- | ------------------------ | ----------------------------- | --------------------------------- | ------------ | ------------------------------------------------------------ |
| 関東広域圏    | テレビ東京（TX）         | テレビ東京系列                | 土曜日 18:00 - 18:30              | 制作局       |                                                              |
| 北海道        | テレビ北海道（TVh）      | テレビ東京系列                | 土曜日 18:00 - 18:30              | 同時ネット   | 1989年10月の開局から                                         |
| 愛知県        | テレビ愛知（TVA）        | テレビ東京系列                | 土曜日 18:00 - 18:30              | 同時ネット   |                                                              |
| 大阪府        | テレビ大阪（TVO）        | テレビ東京系列                | 土曜日 18:00 - 18:30              | 同時ネット   |                                                              |
| 岡山県 香川県 | テレビせとうち（TSC）    | テレビ東京系列                | 土曜日 18:00 - 18:30              | 同時ネット   |                                                              |
| 福岡県        | TVQ九州放送（TVQ）       | テレビ東京系列                | 土曜日 18:00 - 18:30              | 同時ネット   | 1991年4月の開局から                                          |
| 青森県        | 青森放送（RAB）          | 日本テレビ系列                | 日曜日 6:00 - 6:30                | 遅れネット   | 番組内で天気ループを表示                                     |
| 新潟県        | 新潟総合テレビ（NST）    | フジテレビ系列                | 日曜日 6:30 - 7:00                | 遅れネット   |                                                              |
| 石川県        | 北陸放送（MRO）          | TBS系列                       | 日曜日 6:00 - 6:30                | 遅れネット   | 1992年時点で放送。 一時打ち切り後、2008年9月28日に放送再開。 |
| 福井県        | 福井放送（FBC）          | 日本テレビ系列 テレビ朝日系列 | 日曜日 6:15 - 6:45                | 遅れネット   | 1991年時点では土曜 0:55 - 1:25にて放送。                     |
| 静岡県        | 静岡放送（SBS）          | TBS系列                       | 日曜日 5:15 - 5:45                | 遅れネット   |                                                              |
| 滋賀県        | びわ湖放送（BBC）        | 独立放送局                    | 金曜日 13:30 - 14:00              | 遅れネット   |                                                              |
| 和歌山県      | テレビ和歌山（WTV）      | 独立放送局                    | 日曜日 7:30 - 8:00                | 遅れネット   |                                                              |
| 鳥取県 島根県 | 山陰中央テレビ（TSK）    | フジテレビ系列                | 水曜日 1:05 - 1:35 （火曜日深夜） | 遅れネット   |                                                              |
| 広島県        | 広島ホームテレビ（HOME） | テレビ朝日系列                | 土曜日 5:20 - 5:50                | 遅れネット   |                                                              |
| 愛媛県        | 南海放送（RNB）          | 日本テレビ系列                | 土曜日 1:53 - 2:23 （金曜日深夜） | 遅れネット   |                                                              |
| 高知県        | テレビ高知（KUTV）       | TBS系列                       | 土曜日 5:15 - 5:45                | 遅れネット   |                                                              |
| 大分県        | 大分朝日放送（OAB）      | テレビ朝日系列                | 日曜日 3:00 - 3:30 （土曜日深夜） | 遅れネット   |                                                              |
| 熊本県        | テレビくまもと（TKU）    | フジテレビ系列                | 日曜日 5:30 - 6:00                | 遅れネット   |                                                              |
| 鹿児島県      | 鹿児島テレビ（KTS）      | フジテレビ系列                | 土曜日 5:30 - 6:00                | 遅れネット   |                                                              |

※2010年10月から、SHIMANO TVでも月2回更新で無料配信されている。ただし、全ての回を網羅しているわけではない。提供クレジットはないが、自社のCMが計3回挿入されている。

### 過去
- 宮城県：仙台放送（2011年3月東日本大震災まで）
- 山形県：テレビユー山形（2006年3月まで）
- 秋田県：秋田テレビ（2008年3月まで）
- 富山県：北日本放送（1994年9月時点で金曜 5:15 - 5:45にて放送[5]）→チューリップテレビ（2001年10月14日まで放送[6]）→富山テレビ
- 石川県：テレビ金沢（2000年頃にネットされていた。その後北陸放送へ移行）[7]
- 静岡県：テレビ静岡（静岡放送へ移行）
- 日本全域：釣りビジョン（2012年2月22日をもって終了）

## 関連商品

### DVD
つり人社から発売。
- 入門＆上達講座vol.1　永井裕策のアジ釣り
- 入門＆上達講座vol.2　藤井魚聖のヒラメ釣り
- 入門＆上達講座vol.3　高橋哲也の堤防＆チョイ投げ釣り
- 入門＆上達講座vol.4　小山圭造のヘラブナ釣り 底釣り編
- 入門＆上達講座vol.5　永井裕策のマダイ道場
- 入門＆上達講座vol.6　高松重治の友釣り指南
- 入門＆上達講座vol.7 小山圭造のヘラブナ釣り

### VHS
テレビ東京から発売された。
- 釣りロマンを求めて　Vol.1 足もとの海のスゴイやつクロダイ・チヌをねらえ！ (1993年11月26日)(出演:山下正明、山口良治、小沢一平)
- 釣りロマンを求めて　Vol.2 釣るほどにメジナの魅力ダイナミック磯釣り！ (1993年11月26日)(出演:高橋哲也)
- 釣りロマンを求めて　Vol.3 春夏秋冬、旬のたのしみ船釣りに行こう！ (1993年11月26日)(出演:藤井魚聖)
- 釣りロマンを求めて　Vol.4 せせらぎに野生をもとめてトラウトフィッシング！ (1994年2月25日)(出演:佐伯信之、中川祐二)
- 釣りロマンを求めて　Vol.5 潮風ついて夢をキャスト海のルアーフィッシング！ (1994年2月25日)(出演:上屋敷隆、中川陽介、上嶋一人、永島規史)
- 釣りロマンを求めて　Vol.6 誇りたかきゲーム、バスフィッシングに挑戦！ (1994年2月25日)(出演:田辺哲男、村田基、岡田透)